# Skyline Tower
La Skyline Tower è un grattacielo residenziale in costruzione nel borgo del Queens a New York, del quale, con 237 m di altezza, sarà l'edificio più alto una volta ultimato.

## Costruzione
La Skyline Tower si erge su 67 piani, con all'interno un totale di 802 appartamenti, 155 dei quali con terrazza, e con superfici che vanno da 37 a 123 m². Per i residenti sono disponibili anche una piscina coperta di 23 m, due salotti, centro fitness e yoga, sala giochi per bambini, centro benessere per cani e parcheggio privato.
La costruzione è iniziata nel febbraio 2018 con l'ultimazione prevista per il 2021. Nell'aprile 2019 l'edificio è arrivato al 26º piano. Nel maggio 2019 sono cominciate le vendite degli appartamenti.